# Moneguet

Els barris de Mònaco amb Moneguet (09)

Moneguet o Moneguet i Baluard de Bèlgica és un sector de Mònaco, dins l'anciana comuna de la Condamina. Porta lo número estadístic 09.
Sa superfície és de 104249 metres quadrats.